# Epps
Epps és una població dels Estats Units a l'estat de Louisiana. Segons el cens del 2000 tenia 1.153 habitants.

## Demografia
Segons el cens del 2000, Epps tenia 1.153 habitants, 209 habitatges, i 156 famílies. La densitat de població era de 458,9 habitants/km².
Dels 209 habitatges en un 37,8% hi vivien nens de menys de 18 anys, en un 48,8% hi vivien parelles casades, en un 21,5% dones solteres, i en un 24,9% no eren unitats familiars. En el 23% dels habitatges hi vivien persones soles el 13,4% de les quals corresponia a persones de 65 anys o més que vivien soles. El nombre mitjà de persones vivint en cada habitatge era de 2,89 i el nombre mitjà de persones que vivien en cada família era de 3,41.
Per edats la població es repartia de la següent manera: un 17,4% tenia menys de 18 anys, un 22,3% entre 18 i 24, un 40,5% entre 25 i 44, un 14% de 45 a 60 i un 5,8% 65 anys o més.
L'edat mediana era de 30 anys. Per cada 100 dones de 18 o més anys hi havia 338,7 homes.
La renda mediana per habitatge era de 20.956 $ i la renda mediana per família de 23.125 $. Els homes tenien una renda mediana de 20.000 $ mentre que les dones 15.804 $. La renda per capita de la població era de 6.486 $. Entorn del 29,7% de les famílies i el 38,3% de la població estaven per davall del llindar de pobresa.

## Poblacions més properes
El següent diagrama mostra les poblacions més properes.